# Mütiilation
Mütiilation es un proyecto francés de black metal formado en 1991, compuesto únicamente por el miembro fundador William "Meyhna'ch" Roussel.
Mütiilation fue una de las primeras bandas del círculo de metal extremo conocido como Les Légions Noires.
Ha lanzado siete álbumes de larga duración y apareció en varios EPs y recopilaciones.

## Historia
Mütiilation fue fundado en 1991 por Meyhna'ch, el baterista Dark Wizzard of Silence y el bajista David. 
Grabaron algunos demos como trío hasta 1993, cuando David se fue.
En este momento, Mütiilation lanzó un EP titulado Hail Satanas We Are the Black Legions.
Poco después, Dark Wizzard of Silence fue reemplazado por Krissagrazabeth, quien estuvo con la banda hasta el primer álbum, Vampires of Black Imperial Blood de 1995, pasando a ser desde entonces Meyhna'ch el único miembro del grupo.
En 1999 Drakkar Productions lanzó un disco de material inédito, Remains of a Ruined, Dead, Cursed Soul.
El álbum decía que Meyhna'ch estaba "muerto" debido al "disgusto por la escena del black metal". Sin embargo, en 2001, Mütiilation regresó con el lanzamiento de Black Millenium (Grimly Reborn), con otro mensaje mordaz contra la escena. 
En este punto, la banda se había convertido en un proyecto en solitario y Meyhna'ch todavía usaba el emblema de las "Legiones Negras" en algunos lanzamientos.
Después de tres álbumes de estudio más Meyhna'ch desactivó silenciosamente Mütiilation. 
A pesar de una actuación única en la edición de 2015 del Hellfest, Meyhna'ch continuó con nueva música bajo su propio nombre, sosteniendo que el proyecto Mütiilation estaba muerto.
En marzo de 2024, en una publicación de Facebook, Meyhna'ch anunció que había revivido el proyecto y que se lanzaría un séptimo álbum de estudio, editado el 29 de marzo bajo el título Black Metal Cult.

## Discografía
- Vampires of Black Imperial Blood (1995)
- Remains of a Ruined, Dead, Cursed Soul (1999)
- Black Millenium (Grimly Reborn) (2001)
- Majestas Leprosus (2003)
- Rattenkönig (2005)
- Sorrow Galaxies (2007)
- Black Metal Cult (2024)